# Квинт Плавтий
Квинт Плавтий (лат. Quintus Plautius) — политический деятель эпохи ранней Римской империи.
Происходил из Плавтиев. Его отцом был консул-суффект 1 года до н. э. Авл Плавтий, а братом консул-суффект 29 года Авл Плавтий. В 36 году Квинт занимал должность ординарного консула вместе с Секстом Папинием Аллиеном.
Его сыном был Плавтий Латеран.